# Горовые (Гродненская область)
Горовы́е (бел. Гаравыя, пол. Horowe) — деревня в Сморгонском районе Гродненской области Белоруссии.
Входит в состав Кревского сельсовета.
Расположена у юго-западной границы района. Расстояние до районного центра Сморгонь по автодороге — около 30,5 км, до центра сельсовета агрогородка Крево по прямой — чуть менее 7,5 км. Ближайшие населённые пункты — Войташи, Гамзичи, Старые Боруны. Площадь занимаемой территории составляет 0,2290 км², протяжённость границ 6140 м.

## История
Деревня отмечена на карте Шуберта (середина XIX века) в составе Куцевичской волости Ошмянского уезда Виленской губернии.
После Советско-польской войны, завершившейся Рижским договором, в 1921 году Западная Белоруссия отошла к Польской Республике и деревня была включена в состав новообразованной сельской гмины Куцевичи Ошмянского повета Виленского воеводства.
В 1938 году Горовые насчитывали 14 дымов (дворов) и 76 душ.
В 1939 году, согласно секретному протоколу, заключённому между СССР и Германией, Западная Белоруссия оказалась в сфере интересов советского государства и её территорию заняли войска Красной армии. Деревня вошла в состав новообразованного Сморгонского района Вилейской области БССР. После реорганизации административного-территориального деления БССР деревня была включена в состав новой Молодечненской области в 1944 году. В 1960 году, ввиду новой организации административно-территориального деления и упразднения Молодечненской области, Горовые вошли в состав Гродненской области.

## Население
| 1938 | 1999 | 2009 |
| ---- | ---- | ---- |
| 76   | 25   | 6    |

## Транспорт
Через деревню проходит автомобильная дорога местного значения Н7999 Войташи — Горовые.